# Grace Elliott
Grace Dalrymple Elliott (Edimburgo, 1754 - Ville-d'Avray, 16 de mayo de 1823) fue una cortesana y espía escocesa residente en París durante la Revolución francesa. Elliott fue testigo de dicho acontecimiento, el cual documentó en sus memorias bajo el título "Diario de mi vida durante la Revolución Francesa" (Journal of My Life during the French Revolution), publicadas póstumamente en 1859. A lo largo de su vida fue amante del duque de Orleans y del futuro Jorge IV, con quien supuestamente tuvo una hija ilegítima. Elliot mantuvo correspondencia con otros países durante la Revolución y ocultó a aristócratas que deseaban escapar de Francia. Fue arrestada en varias ocasiones, logrando evitar la guillotina al ser liberada tras la muerte de Robespierre.

## Primeros años
Fue la hija más joven de Hew Dalrymple, un abogado de Edimburgo involucrado en el caso Douglas, quien fue LL.D. (Legum Doctor) en 1771 y falleció en 1774. Elliott nació alrededor de 1754. Su madre, tras ser abandonada por su esposo, volvió a casa de sus padres, donde nació Grace. Fue educada en un convento francés y posteriormente introducida por su padre en la sociedad de Edimburgo. Su belleza llamó la atención de John Elliott, un rico y prominente médico, quien la pidió en matrimonio en 1771. A pesar de ser aproximadamente veinte años mayor que ella, su padre aceptó la propuesta. El matrimonio entró en la alta sociedad, aunque pronto se separaron debido a su diferencia de edad e intereses. En 1774 Elliott se enamoró de Lord Valentia, con quien inició una relación. Convencido de la infidelidad de su esposa, John Elliott espió a la pareja y finalmente demandó a Valentia bajo acusación de adulterio, recibiendo doce mil libras en concepto de daños antes de obtener el divorcio. Con su reputación seriamente dañada, Grace se vio obligada a ganarse la vida como amante profesional (cortesana). Fue entonces llevada a un convento francés por su hermano, del cual regresó al poco tiempo gracias a Lord Cholmondeley, quien se convirtió en su amante y en uno de sus principales protectores a lo largo de su vida.

## Vida en Inglaterra
Conoció a Lord Cholmondeley en el Panteón en 1776, iniciando una relación que duraría tres años. En 1782 estuvo brevemente relacionada con el príncipe de Gales (posteriormente Jorge IV), dando a luz a una hija el 30 de marzo del mismo año, quien fue bautizada como Georgiana Augusta Frederica Seymour (1782-1813).
Grace declaró que el príncipe era el padre de la pequeña, informando The Morning Post en enero de 1782 que el monarca había admitido dicha paternidad. No obstante, debido a su tez oscura, cuando el futuro rey vio a la niña por primera vez, dijo: "Para convencerme de que esta niña es mía primero deben probar que el negro es blanco".
El príncipe y muchos otros contemporáneos señalaron a Lord Cholmondeley como el verdadero padre de la pequeña, si bien algunos amigos del príncipe afirmaron que Charles William Wyndham (hermano de Lord Egremont), con quien se creía guardaba un gran parecido, había reclamado la paternidad. Otros opinaban que el padre era, probablemente, George Selwyn. Lord Cholmondeley crio a la hija de Grace hasta su prematura muerte en 1813, dedicándose a partir de entonces a cuidar a su único hijo.

## Vida en Francia y Revolución

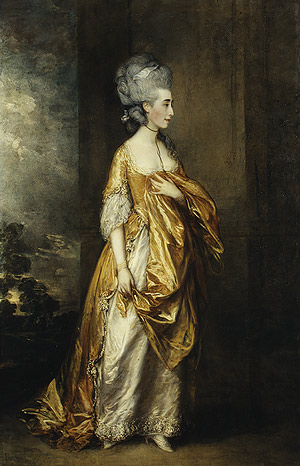
Grace Elliott retratada por Thomas Gainsborough (Museo de Arte Metropolitano).

Grace fue presentada al duque de Orleans por el príncipe de Gales en 1784. Para 1786, Elliott ya había establecido su residencia permanente en París y se había convertido en la amante oficial del duque. A cambio de su compañía, el duque de Orleans la obsequió con una casa en la calle Miromesnil y una propiedad en Meudon, al sur de la capital. Durante este periodo de tiempo, Elliott se interesó en establecer lazos con el duque de Fitz-James y el príncipe de Condé.
Gran parte de lo que se conoce de la vida de Grace en Francia se encuentra plasmado en sus memorias bajo el título "Diario de mi vida durante la Revolución Francesa". A pesar de algunas inconsistencias en su relato, su obra se ha convertido en uno de los mejores testimonios en lengua inglesa del Terror, así como de los movimientos del duque de Orleans y de aquellos pertenecientes a su círculo aristocrático jacobino en el Palacio Real. Durante su estancia en París, Elliott fue testigo de los horrores cometidos durante las masacres de septiembre, llegando a presenciar cómo el cuerpo decapitado de la princesa de Lamballe era arrastrado por las calles. Aunque Elliott era cercana al duque de Orleans (posteriormente Felipe Igualdad), sus simpatías hacia la monarquía pronto empezaron a ser conocidas, motivo por el cual su casa comenzó a ser objeto de visitas domiciliarias. Se ha demostrado recientemente que Elliott traficó con correo en nombre del gobierno británico y que ayudó a establecer correspondencia entre París y los miembros de la corte francesa exiliados en Coblenza y Bélgica.
Elliott arriesgó su vida en varias ocasiones para ayudar y ocultar a aristócratas que estaban siendo perseguidos por el gobierno revolucionario. Poco después del asalto al Palacio de las Tullerías, el cual tuvo lugar el 10 de agosto de 1792, Elliott ayudó al malherido marqués de Champcenetz a llegar a pie hasta su casa en la calle Miromesnil, bajo el riesgo de ser descubiertos. Durante un registro llevado a cabo en su casa, Grace escondió al marqués entre los colchones de su cama y a continuación se tumbó en ella fingiéndose enferma. En otra ocasión, Elliott ayudó a Madame de Perigord y a sus dos hijos, quienes tenían la intención de huir a Inglaterra, escondiéndolos en su casa de Meudon. Elliott fue crucial en la obtención de pasaportes falsos para aquellos que deseaban escapar de la Revolución. De hecho, tras ocultar a Champcenetz en el desván de su casa en Meudon, fue capaz de obtener un pasaporte para su salida de Francia. En la primavera de 1793, Elliott fue arrestada y encarcelada, pasando el resto del Terror en cuatro prisiones diferentes, incluyendo las de Recollets y Carmes, donde Grace afirma haber conocido a Josefina de Beauharnais, si bien esto último ha sido cuestionado por los historiadores. En sus memorias, Elliott cuenta con detalle sus angustiosas experiencias en prisión, la violenta coacción que experimentó y las enfermedades y privaciones que sufrieron sus compañeros.

## Últimos años
Aunque muchos de sus amigos y compañeros de prisión encontraron la muerte, como fue el caso de Madame du Barry, Grace logró evitar la guillotina, siendo liberada al finalizar el Reinado del Terror. En los últimos años circuló un rumor que vinculaba a Grace con Napoleón Bonaparte, el cual afirmaba además que él le había ofrecido matrimonio, propuesta rechazada por ella. Murió en Ville-d'Avray (actualmente Hauts-de-Seine) el 16 de mayo de 1823. Está enterrada en el cementerio del Père Lachaise.

## Cine y literatura
Parte de su vida aparece retratada en la película La inglesa y el duque (2001). 
Grace Elliott también aparece como personaje principal en la novela de Hallie Rubenhold "The French Lesson" (Doubleday, 2016).